# Bishuo jezik
Bishuo jezik (biyam, furu; ISO 639-3: bwh), gotovo izumrli ili izumrli nigersko-kongoanski jezik uže atlantsko-kongoanske skupine, kojim govori još svega jedna osoba (Breton 1986) u kamerunskoj provinciji North West. Prije se govorio po selima Ntjieka, Furu-Turuwa i Furu-Sambari.
Narodi Busuu, Bikya i Bishuo govore ili su govorili svaki svojim jezikom. Sami sebe nazivaju Furu, i pretežno se danas služe jezikom jukun.

## Vanjske poveznice
- Ethnologue (14th)
- Ethnologue (15th)